# Nissan Cedric
La Nissan Cedric est une automobile du constructeur japonais Nissan produite entre 1960 et 2004 à travers dix générations. 

## Galerie des générations

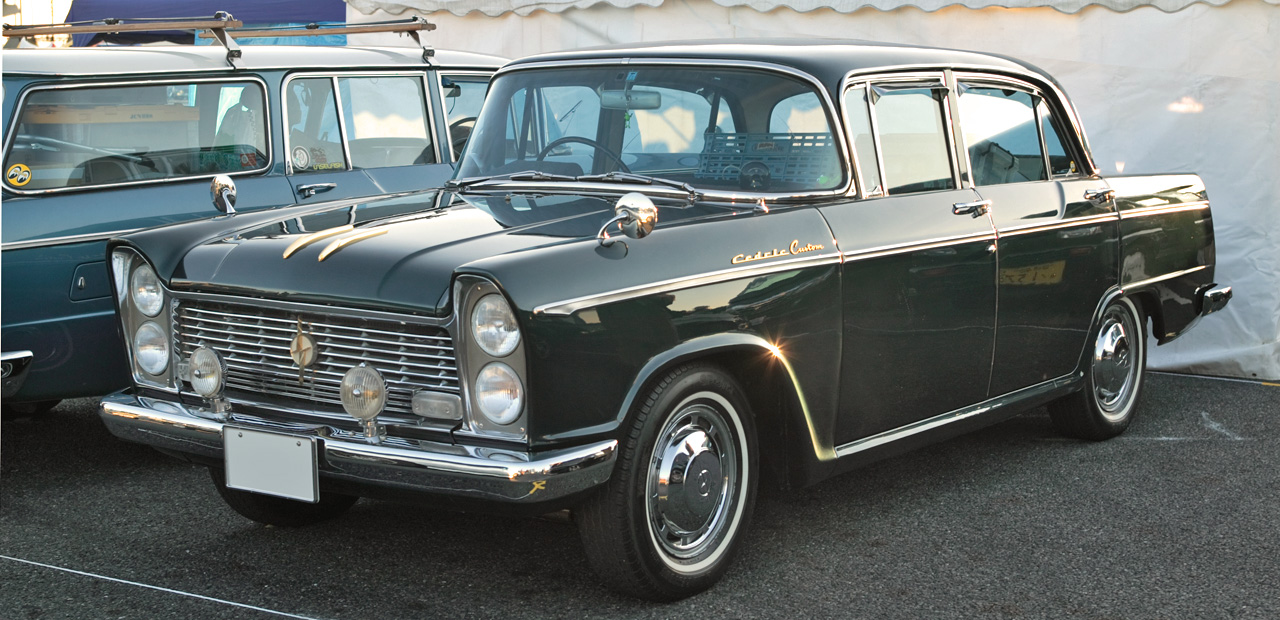
1re génération (1960-1965)
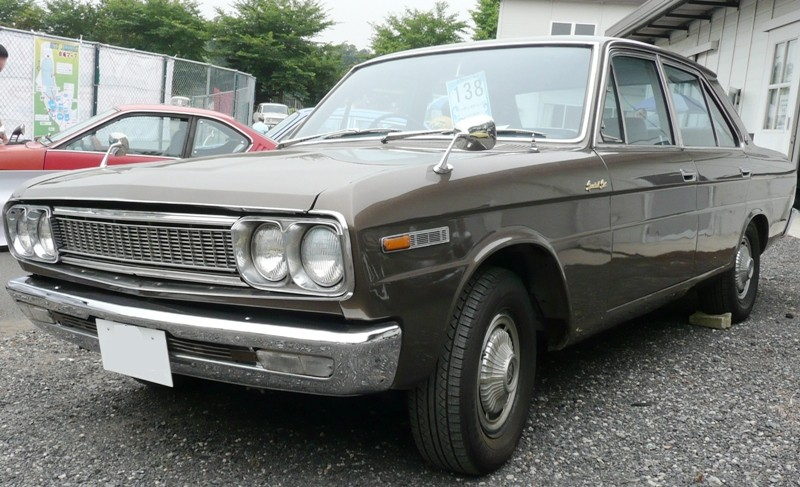
2de génération (1965-1971)
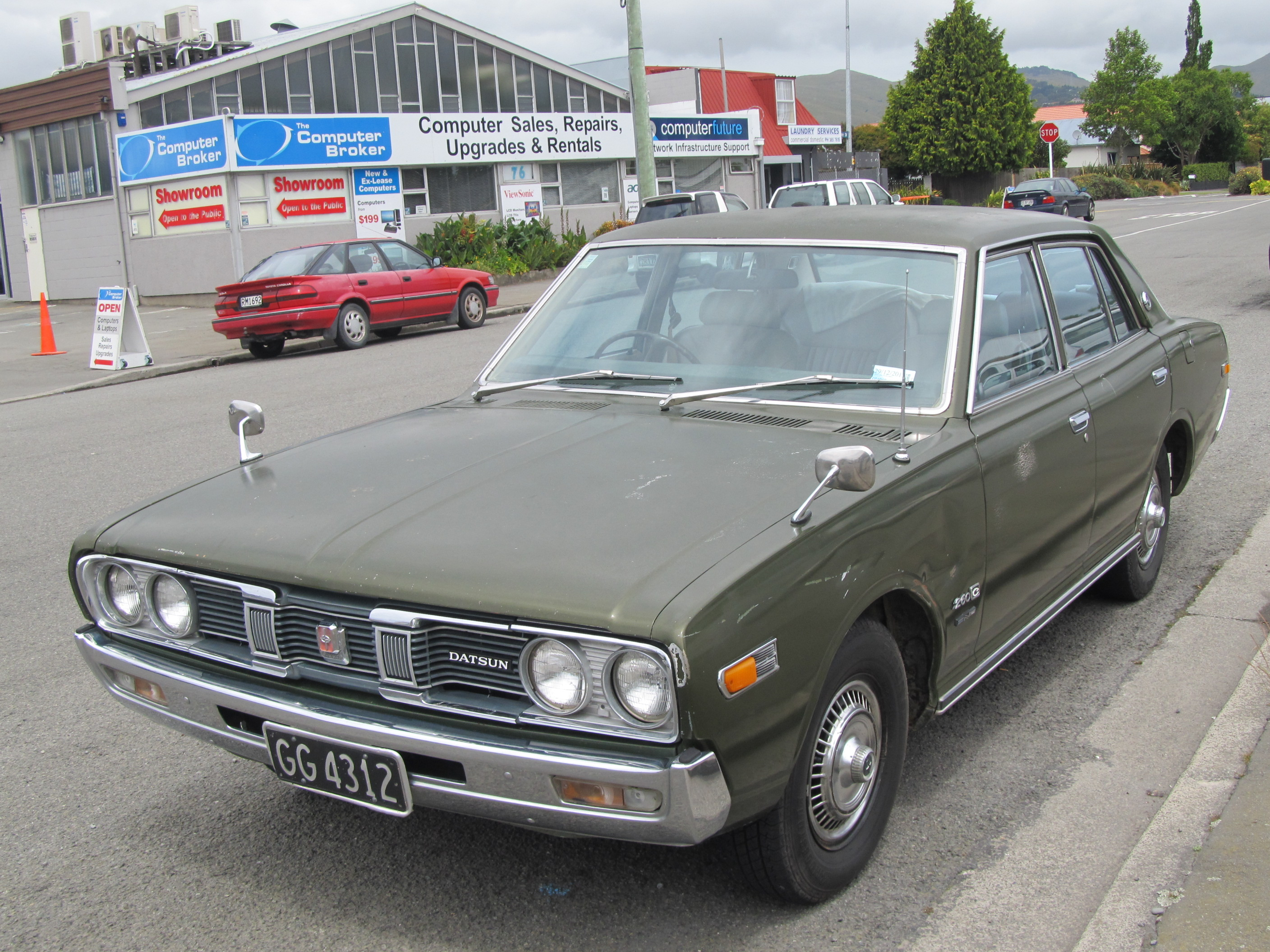
3e génération (1971-1975)
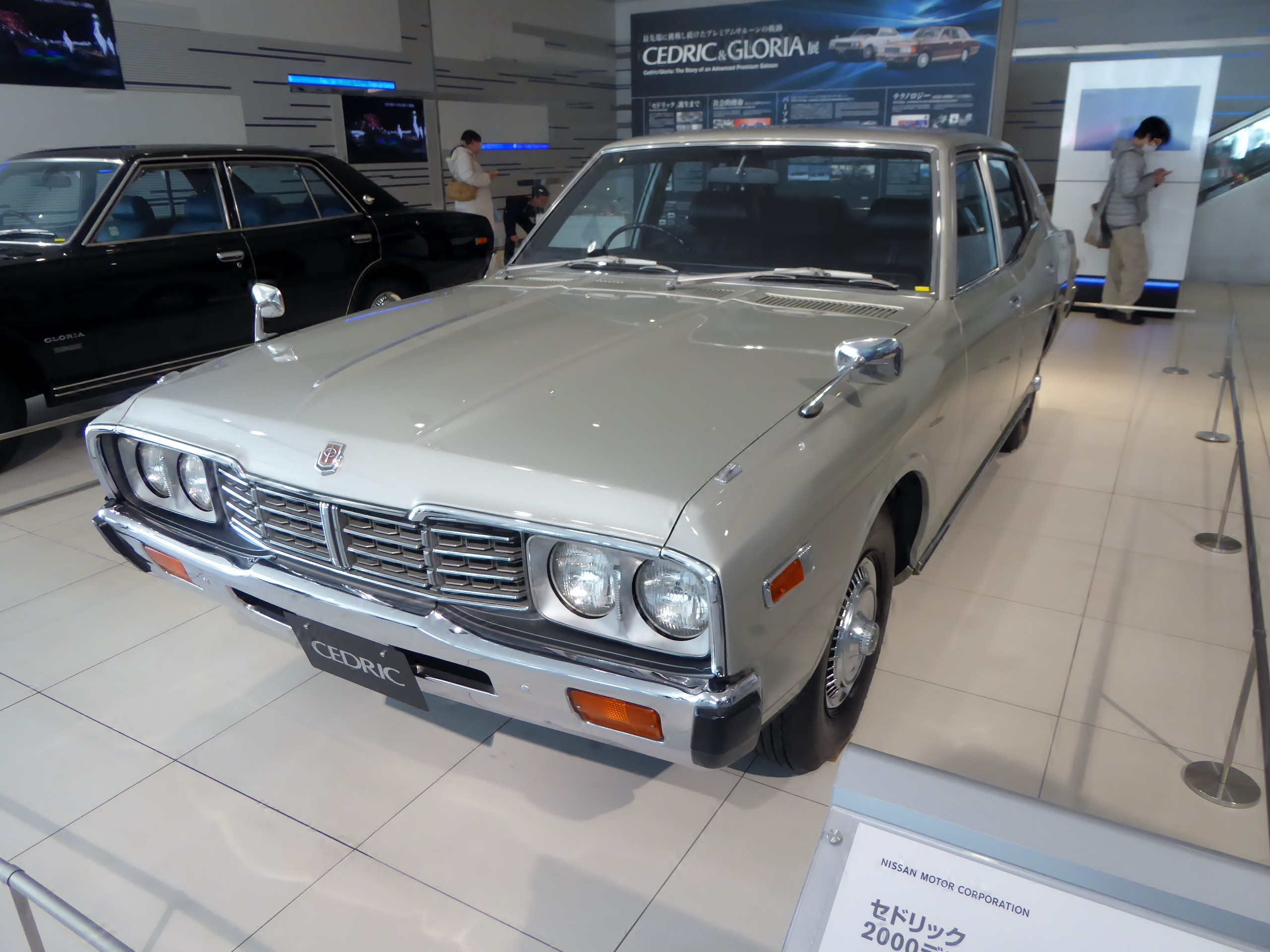
4e génération (1975-1979)
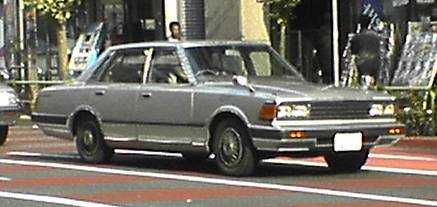
5e génération (décapotable) (1979-1983)
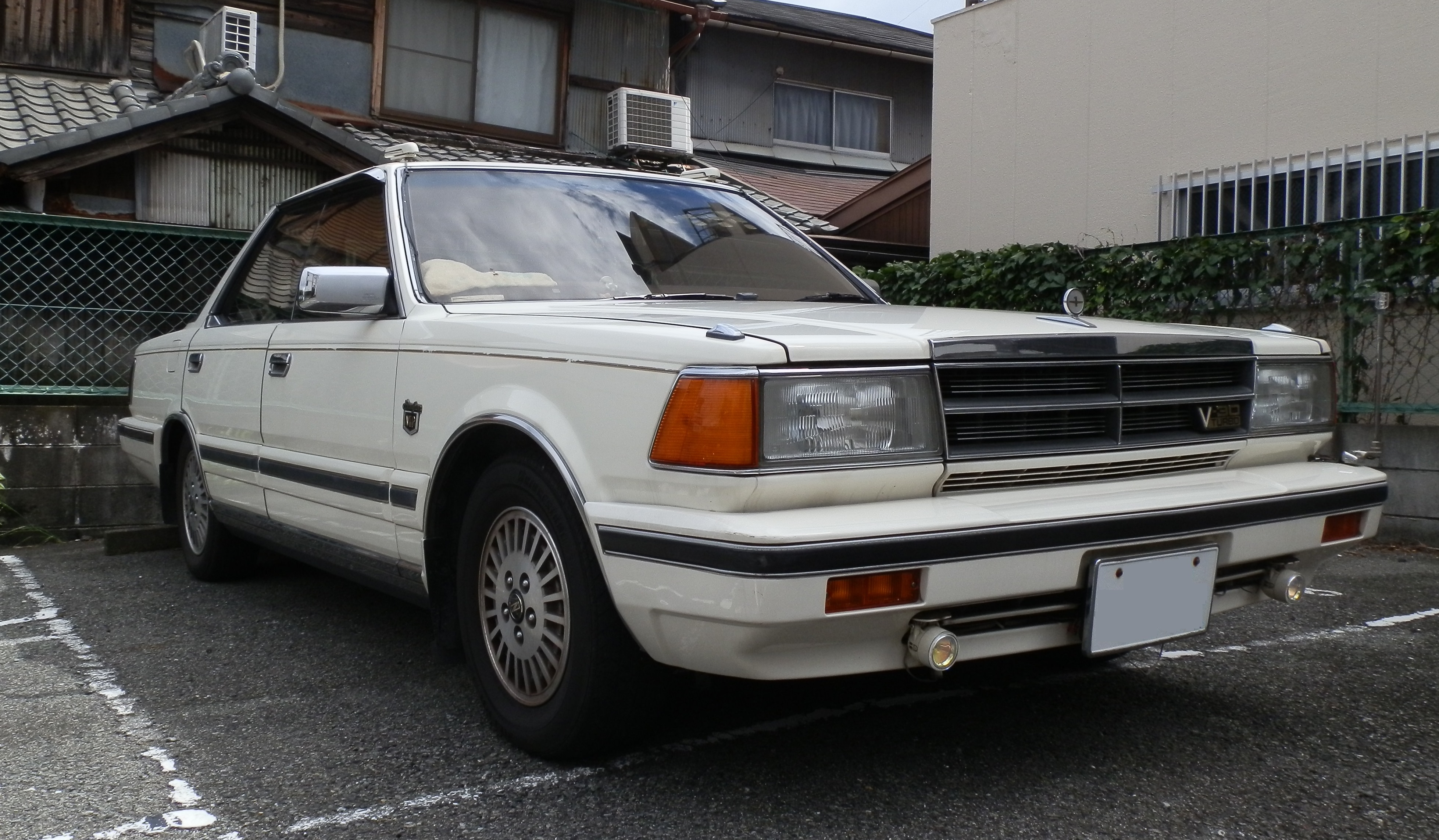
6e génération (1983-1987)
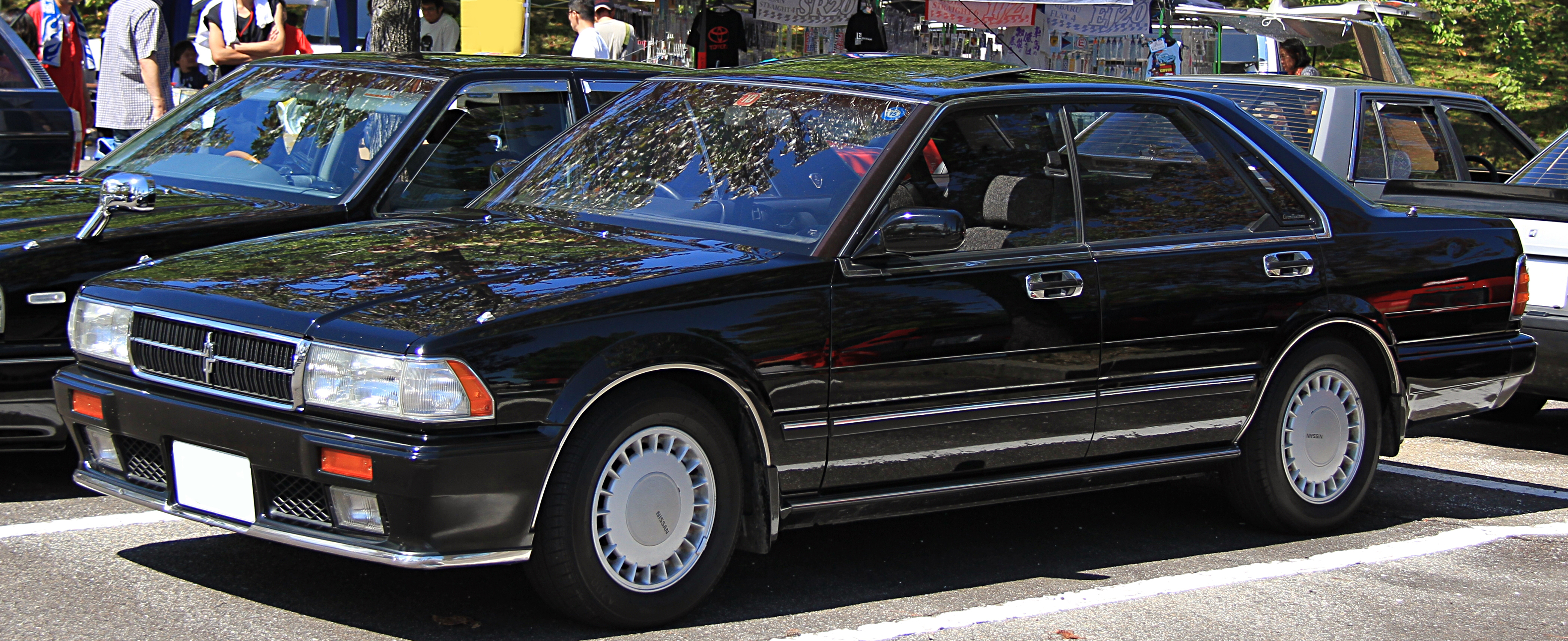
7e génération (1987-1991)
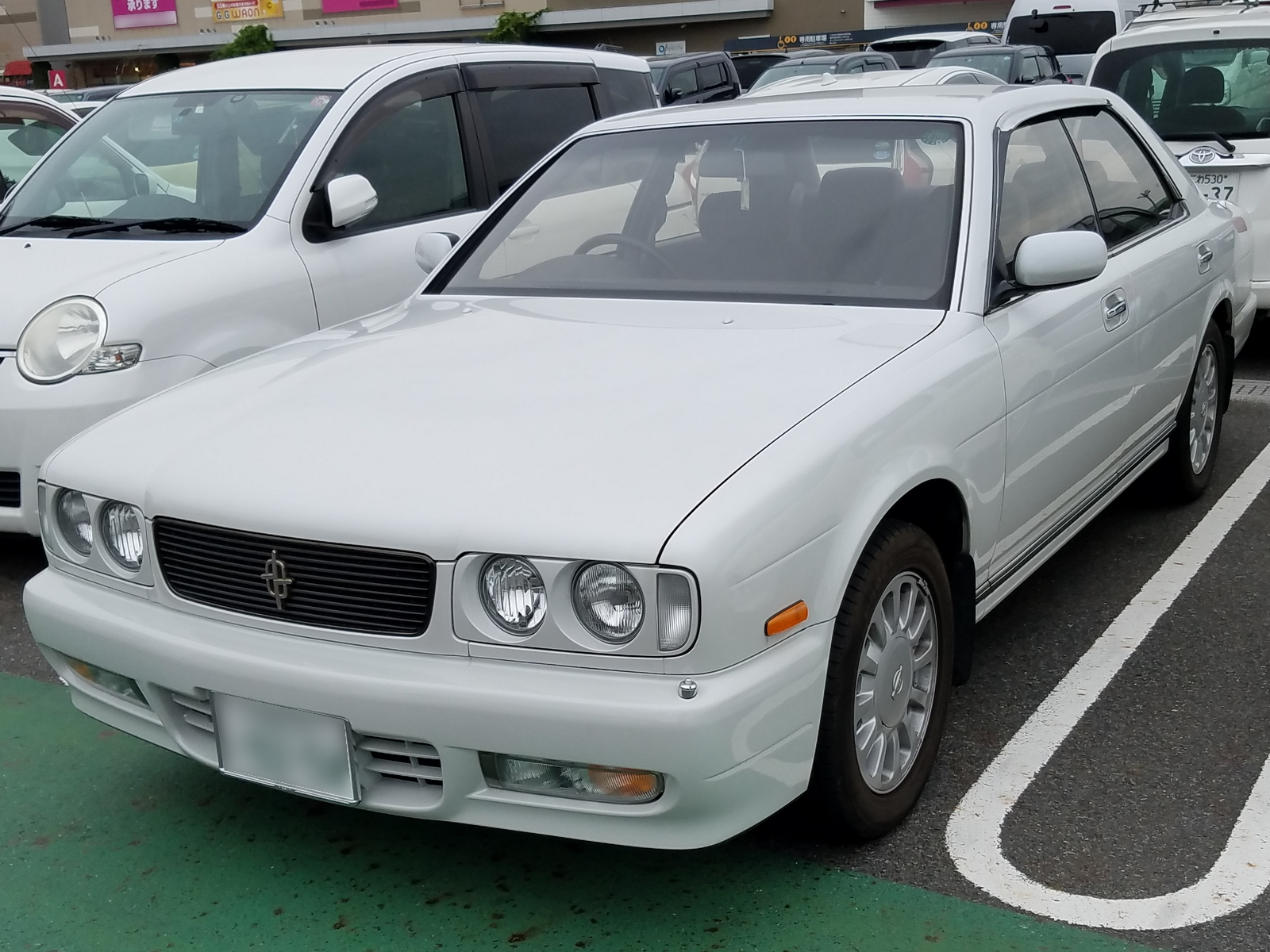
8e génération (1991-1995)
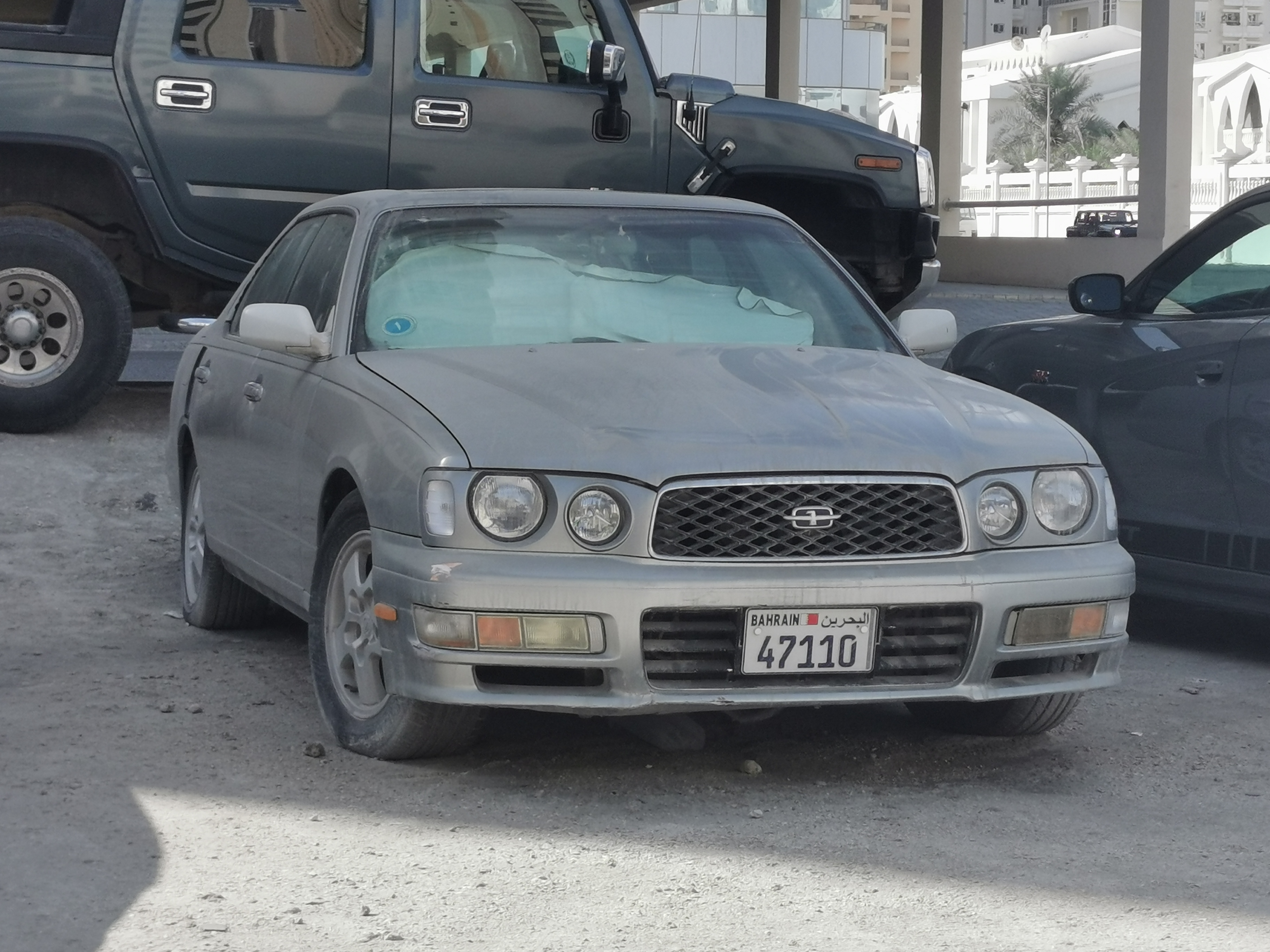
9e génération (1995-1999)
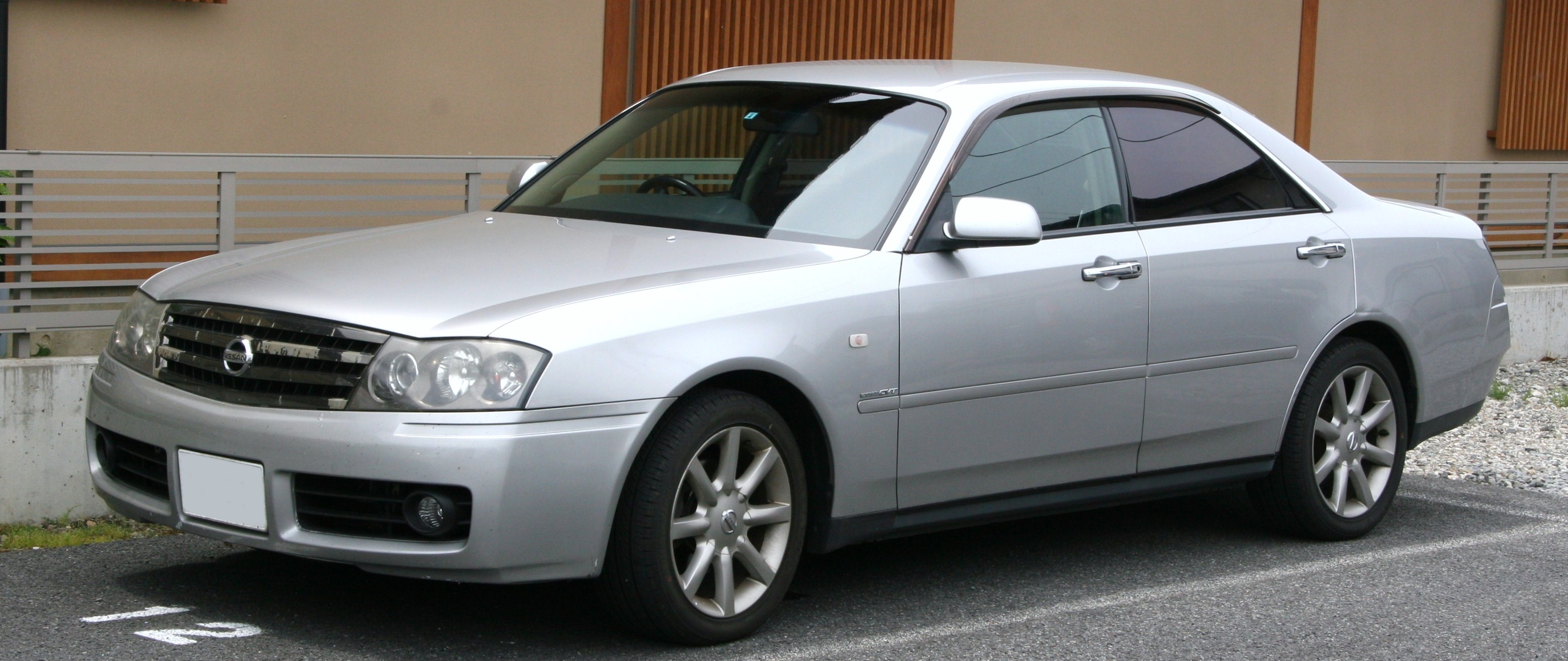
10e génération (1999-2004)